# Walk on the Wild Side
«Walk on the Wild Side» es una canción del guitarrista y compositor estadounidense Lou Reed, de su segundo álbum en solitario, Transformer. Fue producida por David Bowie, y es considerada una de las canciones más famosas de Reed en solitario. La letra, construida en primera persona, constituye una historia de encuentros sexuales con diferentes clases de personas (transexuales, chaperos, prostitutas, etc.) y a pesar de tocar severos temas tabú para el momento, la canción recibió una amplia cobertura de radio en su estreno.
La letra de la canción cuenta sus diversos viajes a Nueva York, y es una biografía velada de varias de las estrellas de The Factory, el estudio neoyorquino de Andy Warhol, entre las que estaban Holly Woodlawn, Candy Darling, Joe Dallesandro, Jackie Curtis y Joe Campbell.

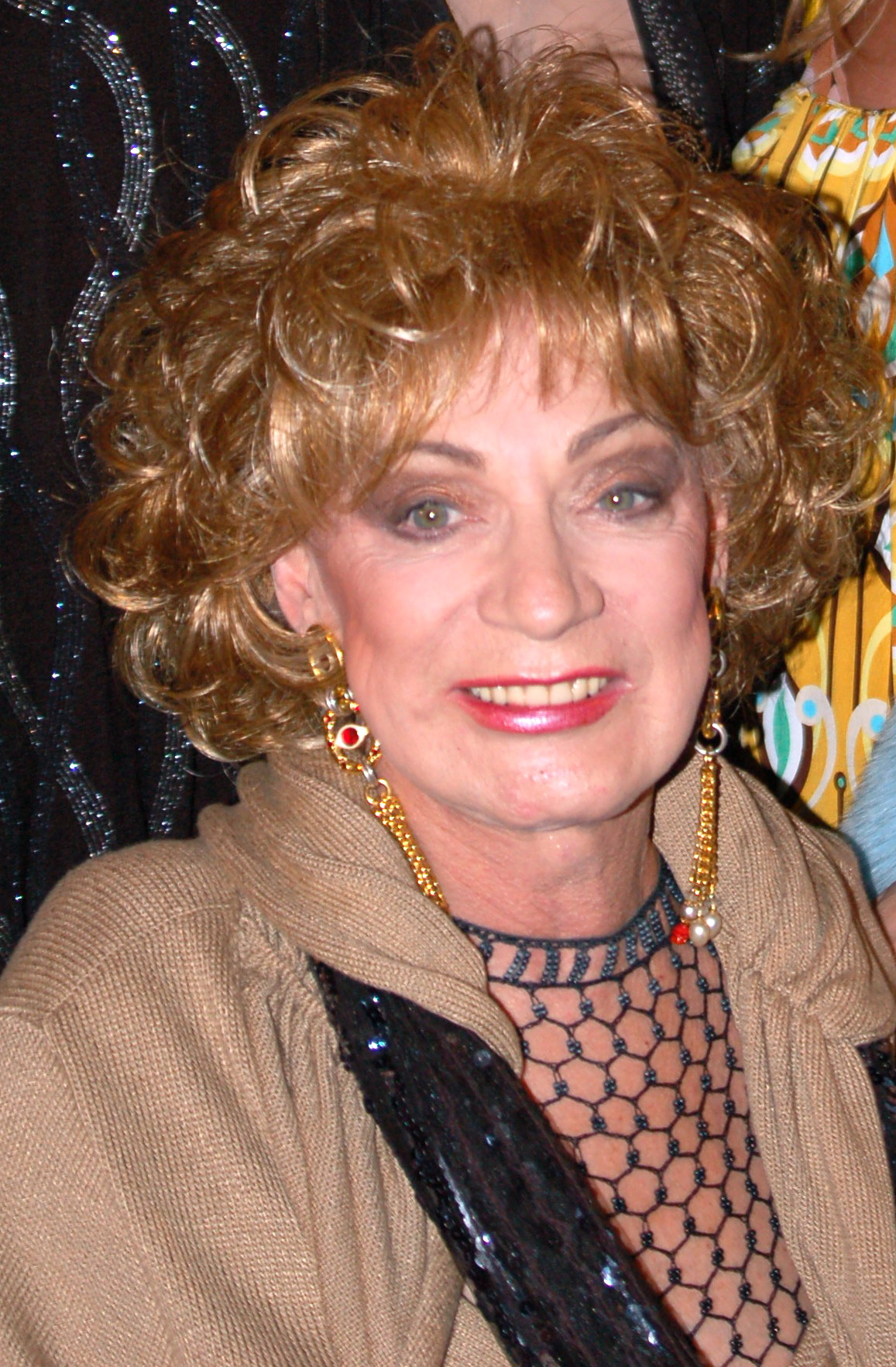
Holly Woodlawn
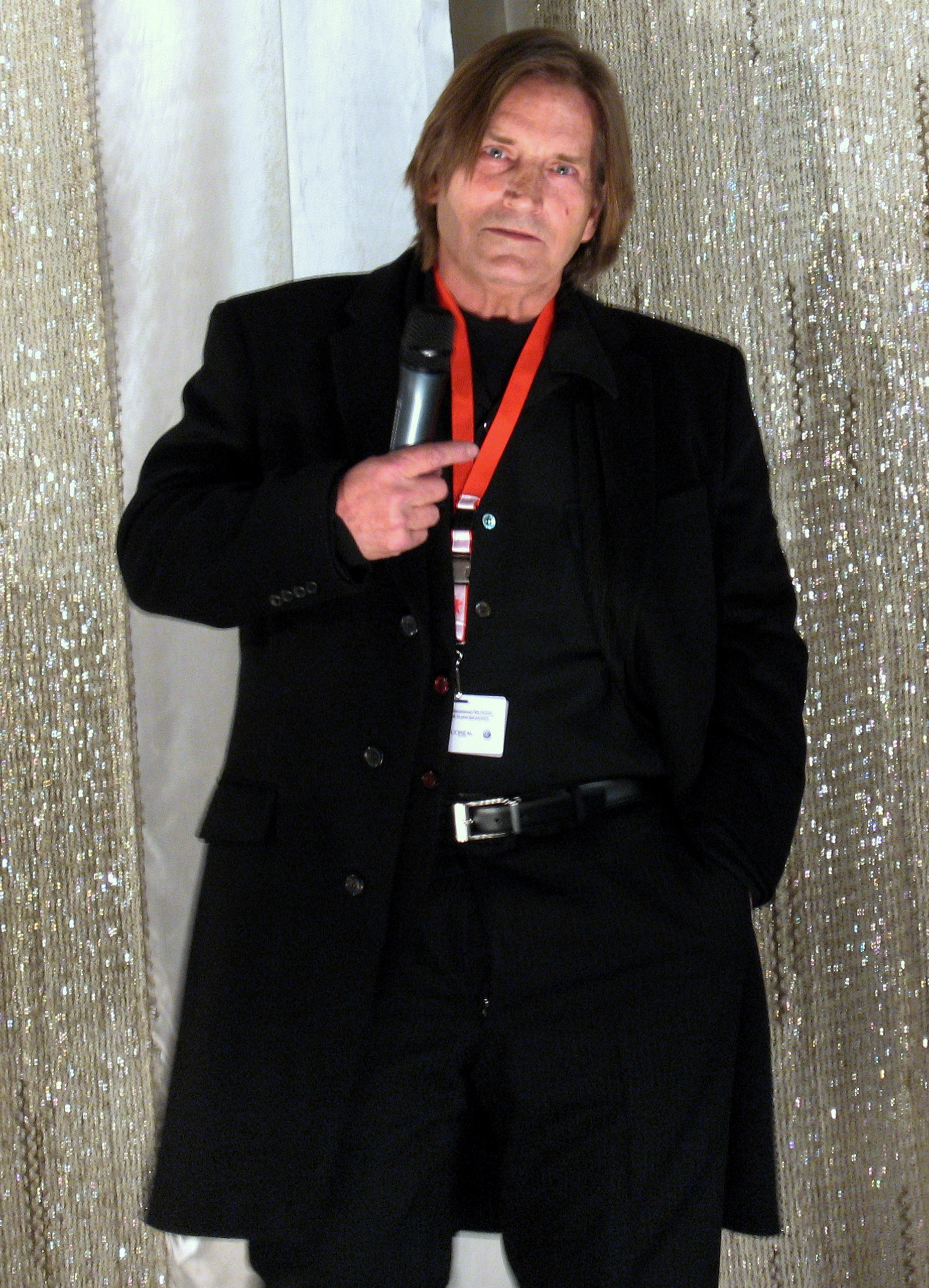
Joe Dallesandro

Durante la canción se puede apreciar una interpretación de saxo, llevada a cabo por Ronnie Ross, saxofonista de jazz británico que había enseñado a tocar el instrumento a David Bowie durante su infancia.
El título de la canción es el mismo de una película de Edward Dmytryk, protagonizada por Laurence Harvey en 1962. 
La expresión «Walk on the Wild Side» ("un paseo por el lado salvaje") suele utilizarse coloquialmente en EE. UU. como referencia a un momento de desenfreno, una ocasión o incidente que implica un comportamiento aventurero, arriesgado o moralmente cuestionable.

## Versiones
Varias de las múltiples versiones que de este tema se han hecho, han corrido a cargo de artistas como Company B, The Strokes, Robbie Williams, la banda Sponge, The Rentals, Train, Vanessa Paradis o Albert Pla, esta última en español. También, y en numerosas ocasiones en directo, Bono (U2) ha cantado el trozo "dub, dub, dub, dub duru dub..." en medio de la canción Bad del álbum The Unforgettable Fire.
Además, en algunos eventos caritativos Lou Reed ha cantado esta canción con los cómicos Conan O'Brien, Jimmy Fallon, Adam Sandler, Jack Black y Dana Carvey, quienes cantan una estrofa de la canción cada uno.
El tema ocupa el puesto ducentésimo vigésimo primero de la lista de las 500 mejores canciones de todos los tiempos, según la revista Rolling Stone.

"...Holly vino de Miami, Florida; atravesó todo Estados Unidos en autostop,
 se depiló las cejas en el camino, se depiló las piernas entonces y ahí fue cuando él fue ella, 
ella dijo: «hey bebé, toma un paseo por el lado salvaje»"...
 Canción "Walk on the Wild Side" de Lou Reed en 1972.